# Надлюди (телесеріал)
«Надлюди» (англ. Inhumans) — американський супергеройський телесеріал про королівську сім'ю раси надлюдей. Прем'єра телесеріалу відбулась 1 вересня 2017 року у кінотеатрах IMAX. Телеканал ABC транслює серіал з 29 вересня 2017 року. Робота над серіалом велась Marvel Television та ABC за участі IMAX Corporation. Виробництво шоу почалось 3 березня та тривало до червня 2017 року. Знімання проходило на у Чикаго, Лос-Анджелесі, Каліфорнії та на Гавайських островах.

## Сюжет
Серіал розповідає про королівську сім'ю надлюдей, яким загрожує небезпека. В Аттілані, місті-державі надлюдей, влаштовано державний переворот. Для збереження своїх життів королівська сім'я тікає з Місяця на Землю. Знайшовши прихисток на Гаваях, вони змінюють свою думку стосовно Землі та її населення. Тепер надлюди готові боротись не тільки за себе, а й захистити всю планету.

### Основні персонажі
- Енсон Маунт - Чорний Грім, король надлюдей і чоловік Медузи, має руйнівний гіперзвуковий голос і з цієї причини більшу частину часу мовчить, а спілкується він мовою жестів. Перенесений на Землю за допомогою Локджо.
- Серінда Суон - Медуза, королева надлюдей і дружина Чорного Грома, її здатність полягає в телекінетичному управлінні чіпкими і сильними волоссям. Її волосся було відстриженого Максимусом, після чого Медуза перенеслася на Землю за допомогою Локджо.
- Кен Люн - Карнак, кузен Чорного Грома. Священник і філософ, у нього є здатність відчувати слабкі місця противника, і він добре володіє бойовими мистецтвами. Був перенесений на Землю, де його здатність ослабла після травми голови.
- Еме Іквуакор - Горгон, кузен Карнака і Чорного Грома. Його ноги, що нагадують копита, можуть створювати інтенсивні ударні хвилі, рівні по силі землетрусу. Вирушив на Землю в пошуках Тритона. Загинув під час обвалу в лабораторії, намагаючись врятувати інших від Мордіса. Відроджений Карнаком і Оран за допомогою повторного террігенезіса і ДНК Оран, що викликало у нього божевілля.
- Ізабель Корніш - Кристал, принцеса, сестра Медузи, може маніпулювати п'ятьма стихіями: землею, повітрям, вогнем, блискавкою та водою. Не встигла перенестися на Землю слідом за рештою Королівської сім'ї і виявилася полонянкою Максимуса. Пізніше перенеслася на Землю з Локджо, де зустріла Дейва.
- Еллен Воглом - Луїза Фішер, працівниця приватної аерокосмічної компанії, розумна, сильна і цілеспрямована - настільки зосереджена на своїй цілі, що найчастіше відводить соціальні стандарти на другий план. Її робота в приватній аерокосмічній компанії стала для неї сенсом життя, а космос і Місяць - її пристрастю. Стала подругою Медузи.
- Іван Реон - Максимус, брат Чорного Грома, який бажає скинути його. Є простою людиною, через те що Туман Терріген прибрав у нього ефект незвичайного геному. У фіналі виявився замкнений Чорним Громом в бункері на Місяці і залишився там після руйнування захисного купола Аттіла.

## Список серій

### Перший сезон (2017)
| № | Назва                                               | Режисер                         | Сценарист                     | Дата показу (в оригіналі) |
| --- | --------------------------------------------------- | ------------------------------- | ----------------------------- | ------------------------- |
| 1 | «Behold... The Inhumans» «Зустрічайте... Надлюди!»  | Роель Рейн (Roel Reiné)         | Скот Бак (Scott Buck)         | 29 вересня 2017           |
| На місяці розгортається військове повстання. Брат короля, Максимус, хоче захопити місто надлюдей та вбити всіх членів королівської родини. На щастя, більшості з них вдається втекти на острів Оаху, що на Гаваях, проте опиняються вони в різних місцях. Тепер Чорному грому, Медузі, Карнаку та Горгону треба відшукати один одного та врятувати свою сім'ю. |                                                     |                                 |                               |                           |
| 2 | «Those Who Would Destroy Us» «Ті, що знищать нас»   | Роель Рейн (Roel Reiné)         | Скот Бак (Scott Buck)         | 29 вересня 2017           |
| Члени королівської родини намагаються розшукати один одного. Максимус, захопивши владу, відправляє свою вірну помічницю привести їх чи знищити. Ситуація стає ще складнішою, бо Карнак втратив свої здібності, а Горгон вирішив викликати зрадника на чесний бій, заручившись підтримкою людей.                                                                |                                                     |                                 |                               |                           |
| 3 | «Divide... and Conquer» «Розподіляй... і володарюй» | Кріс Фішер (Chris Fisher)       | Рік Клівланд (Rick Cleveland) | 6 жовтня 2017             |
| Чорний гром згадує своє життя до правління королівством та знаходить нового друга на Землі. Горгон разом із колишніми військовими готується до зустрічі ворога, однак не очікує того, що Максимус звільнив найжахливішого із надлюдей - Мордіса. Втративши свої здібності Карнак потрапляє до полону, але вже на Землі.                                        |                                                     |                                 |                               |                           |
| 4 | «Make Way for... Medusa» «Поступіться... Медузі»    | Девід Стрейтон (David Straiton) | Венді Вест (Wendy West)       | 13 жовтня 2017            |
| Разом із новим товаришем, Чорний Гром опиняється в лабораторії доктора Деклана, проте колишні в'язні швидко розуміють, що знов опинились в полоні. Водночас Максимус намагається укріпити свою владу в Атілані. |                                                     |                                 |                               |                           |